# 別府村 (埼玉県)
別府村（べっぷむら）は埼玉県の北部、大里郡に属していた村。

## 歴史
- 1889年4月1日 - 町村制施行に伴い、西別府村・東別府村・下増田村が合併し、幡羅郡別府村が成立する。
- 1896年3月29日 - 幡羅郡が大里郡・榛沢郡・男衾郡と合併し大里郡となる。
- 1954年11月3日 - 奈良村，三尻村とともに熊谷市へ編入され消滅。

## 出身有名人
- 権田愛三（農学者）